# Dammtjärnen (Gåsborns socken, Värmland)
Dammtjärnen är en sjö i Filipstads kommun i Värmland och ingår i Göta älvs huvudavrinningsområde.